# Список серий аниме One Piece (серии 264—336)
Здесь представлен список серий 264—336 аниме One Piece, их краткое содержание, даты выхода на родине, а также главы манги, по которым они сняты. Сезон делится на сюжетные арки — фрагменты сериала, объединённые общим сюжетом. Некоторые сюжетные арки являются экранизацией событий манги, изображённых на обложках различных глав.

## Список серий

### Эниес-Лобби
| №   | Название серии | Экранизированные главы манги                                  | Премьера              |
| --- | --- | ------------------------------------------------------------- | --------------------- |
| 264 | Готовьсь к высадке на берег! Вторжение команды Соломенной Шляпы! «Джорику сакусен шидо! Мугивара ичими тотсуню сэ йо!» (上陸作戦始動！麦わら一味突入せよ！)     | 376                                                           | 21 мая 2006 года      |
| 265 | Вторжение Луффи! Грандиозная битва на острове правосудия!!! «Руфи кайшингеки! Шихо но шими дэ дай кессен!!» (フィ快進撃！司法の島で大決戦！！)                  | 376, 377, 378                                                 | 4 июня 2006 года      |
| 266 | Стычка с великанами! Откроем вторые врата! «Kyojinzoku to no kōbō! Dai 2 no mon o akero!» (巨人族との攻防！第2の門を開けろ！)                                   | 378, 379                                                      | 11 июня 2006 года     |
| 267 | Найти спасение! Взмывай ввысь, «Несравненная Ракета»! «Katsuro o ake! Sora o tobu rokettoman!» (活路を開け！空を飛ぶロケットマン！)                             | 379, 380                                                      | 18 июня 2006 года     |
| 268 | Вдогонку за Луффи! Команда Соломенной Шляпы вступает в сражение «Rufi ni oitsuke! Mugiwara ichimi sōryokusen» (ルフィに追いつけ！麦わら一味総力戦)              | 381, 382                                                      | 25 июня 2006 года     |
| 269 | Робин предали! Замысел Мирового Правительства! «Uragirareta Robin! Sekai seifu no omowaku!» (裏切られたロビン！世界政府の思惑！)                                | 382, 383                                                      | 25 июня 2006 года     |
| 270 | А ну верните Робин! Луффи против Блуно! «Robin o kaese! Rufi VS Burūno!» (ロビンを返せ！ルフィVSブルーノ！)                                                     | 383, 384                                                      | 2 июля 2006 года      |
| 271 | Ни шагу назад! Дать сигнал к контрнаступлению! «Tachitomaru na! Hangeki no noroshi o agero!» (立ち止まるな！反撃の狼煙を上げろ！)                               | 384, 385                                                      | 9 июля 2006 года      |
| 272 | До Луффи рукой подать! Общий сбор на судебной площади «Rufi memae! Saibanshomae hiroba e shūketsu se yo» (ルフィ目前！裁判所前広場へ集結せよ)                   | 385, 386, 387                                                 | 23 июля 2006 года     |
| 273 | Защитить соратников любой ценой! Вторая передача в действии! «Subete wa nakama o mamoru tami ni! Gia 2 hatsudō» (全ては仲間を守る為に！ギア2発動)               | 387, 388                                                      | 30 июля 2006 года     |
| 274 | Ответь нам, Робин! Возглас команды Соломенной Шляпы!!! «Kotaero Robin! Mugiwara ichimi no sakebi!!» (答えろロビン！麦わら一味の叫び！！)                        | 389, 390                                                      | 6 августа 2006 года   |
| 275 | Прошлое Робин! Девочка — порождение дьявола! «Robin no kako! Akuma to yobareta shōjo!» (ロビンの過去！悪魔と呼ばれた少女！)                                     | 391, 392                                                      | 13 августа 2006 года  |
| 276 | Судьба матери и дочери! Имя матери — Ольвия! «Shukumei no hahamusume! Sono haha no na wa Orubia!» (宿命の母娘！その母の名はオルビア！)                          | 393, 394                                                      | 10 сентября 2006 года |
| 277 | Трагедия на Охаре! Весь ужас вызова карателей! «Ohara no higeki! Basutā Kōru no kyōfu» (オハラの悲劇！バスターコールの恐怖)                                     | 395, 396                                                      | 24 сентября 2006 года |
| 278 | Скажи, что ты хочешь жить! Мы — твои соратники!!! «Ikitai to ie! Oretachi wa nakama da!!» (生きたいと言え！オレたちは仲間だ！！)                                | 397, 398                                                      | 24 сентября 2006 года |
| 279 | Прыжок в бездну! Чувства Луффи! «Taki ni mukatte tobe! Rufi no omoi!!» (滝に向かって飛べ！ルフィの想い！！)                                                     | Chopper Man, 1                                                | 1 октября 2006 года   |
| 280 | Так живёт мужчина! Техники Зоро, мечта Усоппа «Otoko no ikisama! Zoro no waza Usoppu no yume» (男の生き様！ゾロの業・ウソップの夢)                              | Report Time, Арки: "На Заре Приключений" и "Деревня Усоппа"   | 8 октября 2006 года   |
| 281 | Слёзы, объединившие соратников! Карта мира Нами «Namida ga tsumuida nakama no kizuna! Nami no sekai chizu» (涙が紡いだ仲間の絆！ナミの世界地図)                 | Obahan Time, Арка "Арлонг-Парк"                               | 15 октября 2006 года  |
| 282 | Мужчины тоже плачут! Санджи и Чоппер «Wakare ga otoko o migaku! Sanji to Choppā» (別れが男を磨く！サンジとチョッパー)                                           | Jingi-nai Time, Арки: "Ресторан Барати" и "Барабанный остров" | 22 октября 2006 года  |
| 283 | Всё это ради соратника! Тьма Робин! «Subete wa nakama no tami ni! Yami no naka no Robin!» (全ては仲間の為に！闇の中のロビン！)                                  | Monster Time, Арки: "Water 7" и "Эниес-Лобби"                 | 29 октября 2006 года  |
| 284 | Хрен вам, а не чертежи! Решение Фрэнки «Sekkeizu wa watasanai! Furankī no ketsudan» (設計図は渡さない！フランキーの決断)                                        | 399, 400                                                      | 5 ноября 2006 года    |
| 285 | Заполучить пять ключей! Команда Соломенной Шляпы против ЦП9 «Itsutsu no kage o ubae! Mugiwara ichimi tai CP9» (5つの鍵を奪え！麦わら一味対CP9)                  | 400                                                           | 12 ноября 2006 года   |
| 286 | Способности дьявольских плодов! Превращение Каку и Джабры «Akuma no mi no chikara! Kaku to Jabura daihenshin» (悪魔の実の力！カクとジャブラ大変身)              | 401, 402                                                      | 19 ноября 2006 года   |
| 287 | Я не ударю даже под страхом смерти! Рыцарская доблесть Санджи! «Shindemo keran! Sanji otoko no kishidō» (死んでも蹴らん！サンジ男の騎士道！)                    | 402, 403                                                      | 26 ноября 2006 года   |
| 288 | Просчёт Филина! Для меня кола — живая вода «Fukurō no gosan! Ore no kōra wa inochi no mizu» (フクロウの誤算！俺のコーラは命の水)                                | 403, 404                                                      | 3 декабря 2006 года   |
| 289 | Новая разрушительная техника Зоро! Имя мечу — Царь-Снайпер? «Zoro Shinwaza sakuretsu! Katana no na wa Sogekingu?» (ゾロ新技炸裂！刀の名はそげキング?)           | 405, 406                                                      | 10 декабря 2006 года  |
| 290 | Необузданное неистовство! Запретная форма Чоппера «Seigyo funō! Choppā kindan no ranburu!» (制御不能！チョッパー禁断のランブル！)                               | 406, 407                                                      | 17 декабря 2006 года  |
| 291 | Городовой Луффи возвращается! Сказка или быль: лотерейная лихорадка «Rufi oyabun futatabi! Yume ga aware ka tomikuji zōdō» (ルフィ親分再び！夢か現か富くじ騒動) | Нет (филлер)                                                  | 24 декабря 2006 года  |
| 292 | Состязание во дворце! Красноносый опять что-то задумал «Oshiro de mochi maki dai rēsu! Akai hana no inbō» (お城で餅まき大レース！赤い鼻の陰謀)                  | Нет (филлер)                                                  | 7 января 2007 года    |
| 293 | Владычица пузырей Калифа! Нами попадает в мыльную ловушку «Awatsukai Karifa! Nami ni hakaru sekken no wana» (泡使いカリファ！ナミに迫る石鹸の罠)                | 407, 408                                                      | 14 января 2007 года   |
| 294 | Разнеслась ужасная весть! Вызов карателей приведён в исполнение! «Hibikiwataru kyōhō! Hatsudō Basutā Kōru!» (響き渡る凶報！発動バスターコール！)                | 409                                                           | 21 января 2007 года   |
| 295 | Пять Нами? Миражи наносят ответный удар! «Gonin no Nami? Hangeki wa shinkirō to tomo ni!» (五人のナミ？反撃は蜃気楼とともに！)                                  | 410, 411                                                      | 28 января 2007 года   |
| 296 | Решение Нами! Огонь по буйствующему Чопперу! «Nami no ketsudan! Bōsō Choppā o ute!» (ナミの決断！暴走チョッパーを撃て！)                                        | 411, 412                                                      | 4 февраля 2007 года   |
| 297 | Выход охотника Санджи? Панихида лживому волку «Garibito Sanji tōjō? Usotsuki ōkami ni okuru banka» (狩人サンジ登場?嘘つき狼に贈る挽歌)                          | 413, 414                                                      | 11 февраля 2007 года  |
| 298 | Яростные удары ног! Полноценная серия пинков от Санджи «Shakunetsu no keri! Sanji ashiwaza no furukōsu» (灼熱の蹴り！サンジ足技のフルコース)                    | 414, 415, 416                                                 | 25 февраля 2007 года  |
| 299 | Яростная схватка на мечах! Сражение Зоро и Каку «Hakujin no mōgeki! Zoro tai Kaku kyōryoku sangeki taiketsu» (白刃の猛襲！ゾロ対カク強力斬撃対決)               | 416, 417                                                      | 4 марта 2007 года     |
| 300 | Демон Зоро! Воплощение асуры в его душе «Kishin Zoro! Kihaku ga miseta Ashura no keshin» (鬼神ゾロ！気迫が見せた阿修羅の化身)                                   | 417, 418                                                      | 11 марта 2007 года    |
| 301 | Потрясение Спандама! Герой на крыше башни Правосудия «Spandamu Kyōgo! Shihō no tō ni tatsu eiyū» (スパンダム驚愕！司法の塔に立つ英雄)                           | 419, 420                                                      | 18 марта 2007 года    |
| 302 | Робин на свободе! Разгар сражения Луффи и Луччи «Robin Kaihō! Rufi tai Rucchi chōjō kessen» (ロビン解放！ルフィ対ルッチ頂上決戦)                                | 420                                                           | 25 марта 2007 года    |
| 303 | Городовой Луффи под подозрением? В поисках пропавшей сакуры «Hannin wa Rufi oyabun? Kieta oozakura o oe» (犯人はルフィ親分？消えた大桜を追え)                   | Нет (филлер)                                                  | 1 апреля 2007 года    |
| 304 | Без победы мне не защитить никого! Третья передача в действии! «Katenakya dare mo mamorenai! Gia 3 shidō» (勝てなきゃ誰も守れない！ギア3始動)                   | 421                                                           | 8 апреля 2007 года    |
| 305 | Жуткое прошлое! Роб Луччи и его тёмная справедливость «Senritsu no kako! Yami no seigi to Robu Rucchi» (戦慄の過去！闇の正義とロブ・ルッチ)                     | 422                                                           | 15 апреля 2007 года   |
| 306 | В миг лишения чувств... Кто эта призрачная русалка? «Maboroshi no ningyo awareru? Usure yuku ishiki no naka de» (幻の人魚現る?薄れゆく意識のなかで)             | 423                                                           | 22 апреля 2007 года   |
| 307 | Остров под градом снарядов! Крик сожаления Фрэнки «Hōka ni shizumu shima! Furankī munen no sakebi» (砲火に沈む島！フランキー無念の叫び)                         | 423, 424, 425                                                 | 29 апреля 2007 года   |
| 308 | В ожидании Луффи! Смертельная схватка на мосту Сомнений «Rufi o mate! Tamerai no hashi no shitō!» (ルフィを待て！ためらいの橋の死闘！)                          | 425, 426                                                      | 6 мая 2007 года       |
| 309 | Чувства, вложенные в кулаки! Сильнейший пулемёт Луффи «Kobushi ni kometa omoi! Rufi konshin no gātoringu» (拳に込めた想い！ルフィ渾身の銃乱打)                  | 426, 427                                                      | 13 мая 2007 года      |
| 310 | Соратник, пришедший с моря! Вечные узы команды Соломенной Шляпы «Tomo, umi yori kuru! Mugiwara ichimi saikyō no kizuna» (友、海より来る！麦わら一味最強の絆)    | 428                                                           | 20 мая 2007 года      |
| 311 | Грандиозное отступление! Дорога к победе пиратов «Zenin dai dasshutsu! Shōsha no michi wa kaizoku no tame ni» (全員大脱出！勝者の道は海賊のために)              | 429                                                           | 27 мая 2007 года      |
| 312 | Спасибо тебе, «Мерри»! Падает снег на море разлуки «Arigatō Merī! Yuki ni kemuru wakare no umi» (ありがとうメリー！雪に煙る別れの海)                            | 430                                                           | 3 июня 2007 года      |

### Таузанд-Санни
| №   | Название серии | Экранизированные главы манги  | Премьера              |
| --- | --- | ----------------------------- | --------------------- |
| 313 | Потревоженный покой! Адмирал Дозора с кулаком любви «Yaburareta Ansoku! Ai no Kobushi o Motsu Kaigun Chūjō» (破られた安息！愛の拳を持つ海軍中将)                         | 431                           | 10 июня 2007 года     |
| 314 | Могучая родословная? Секрет отца Луффи! «Saikyō no Kakei? Akasareta Rufi no Chichi!» (最強の家系？明かされたルフィの父！)                                                | 432                           | 17 июня 2007 года     |
| 315 | Название морю — Новый Свет! Пути на Гранд-Лайн «Sono Na wa Shin Sekai! Gurando Rain no Yukue» (その名は新世界！偉大なる航路の行方)                                       | 433                           | 24 июня 2007 года     |
| 316 | Действия Шанкса! Новое звено неумолимой эпохи «Shankusu Ugoku! Bōsōsuru Jidai e no Kusabi» (シャンクス動く！暴走する時代への楔)                                          | 433, 434, 435                 | 1 июля 2007 года      |
| 317 | Девочка в поисках свистульки! Прочешем весь город на воде! «Yagara o Sagasu Shōjo! Mizu no Miyako Daisōsasen!» (ヤガラを探す少女！水の都大捜査線！)                      | Нет (филлер)                  | 8 июля 2007 года      |
| 318 | Мамочки не лыком шиты! Домашние хлопоты Зоро «Haha wa Tsuyoshi! Zoro no Dotabata Kaji Tetsudai» (母は強し！ゾロのドタバタ家事手伝い)                                     | Нет (филлер)                  | 15 июля 2007 года     |
| 319 | Потрясение Санджи! Загадочный старик и его вкуснейшая стряпня «Sanji Shōgeki! Nazo no Jī-san to Hageuma Ryōri» (サンジ衝撃!謎の爺さんと激ウマ料理)                       | Нет (филлер) + 435 (частично) | 22 июля 2007 года     |
| 320 | Наконец-то все в розыске! Шайка ценой более 600 миллионов! «Tsuini Zenin Shōkinkubi! Rokuoku Koe no Ichimi!» (ついに全員賞金首！6億超えの一味！)                         | 358, 435                      | 19 августа 2007 года  |
| 321 | Царь зверей, что покорит моря! Корабль мечты уже построен! «Umi o Nozomu Hyakujū no Ō! Yume no Fune Dōdō Kansei!» (海を臨む百獣の王!夢の船堂々完成!)                     | 436                           | 26 августа 2007 года  |
| 322 | Прощай, моя дорогая братва! Фрэнки выходит в море «Saraba Itoshiki Kobun-tachi! Furankī Tatsu» (さらば愛しき子分達!フランキー発つ)                                       | 437                           | 2 сентября 2007 года  |
| 323 | Покинуть город на воде! Морской волк Усопп заканчивает дуэль «Shukkō Mizu no Miyako! Otoko Usoppu Kettō no Kejime» (出港水の都!男ウソップ決闘のケジメ)                   | 438                           | 9 сентября 2007 года  |
| 324 | Листовки разнеслись по свету! Родные места ликуют, а корабль отправляется в путь! «Meguru Tehaisho! Kokyō wa Odoru Fune wa Susumu!» (めぐる手配書！故郷は踊る船は進む！) | 439, 440                      | 16 сентября 2007 года |
| 325 | Вселяющая ужас способность! Эйс против тьмы Чёрной Бороды «Saikyō no Nōryoku! Ēsu o Osou Kurohige no Yami» (最凶の能力！エースを襲う黒ひげの闇)                          | 434, 440, 441                 | 23 сентября 2007 года |

## «Война Белоуса»

### Терра-ди-Аморе (филлер)
| №   | Название серии | Экранизированные главы манги | Премьера             |
| --- | --- | ---------------------------- | -------------------- |
| 326 | Таинственная шайка пиратов! «Санни» и опасная западня «Nazo no Kaizoku go-ikkō! Sanī-gō to Kikken na Wana» (謎の海賊ご一行！サニー号と危険な罠)                        | Нет (филлер)                 | 14 октября 2007 года |
| 327 | «Санни» в передряге! Рёв сверхскоростного тайного механизма «Sanī-gō Pinchi! Unare Chōsoku no Himitsu Meka» (サニー号ピンチ！唸れ超速の秘密メカ)                       | Нет (филлер)                 | 21 октября 2007 года |
| 328 | Мечта, затонувшая в Новом Свете! Сломленный пират Пазл «Shinsekai ni Shizumu Yume! Shitsui no Kaizoku Pazūru» (新世界に沈む夢！失意の海賊パズール)                     | Нет (филлер)                 | 28 октября 2007 года |
| 329 | Нападение убийц! Грандиозная схватка на льду «Osoi Kuru Shikaku-tachi! Hyōjō Dai Batoru Kaishi» (襲い来る刺客たち！氷上大バトル開始)                                   | Нет (филлер)                 | 4 ноября 2007 года   |
| 330 | Суровые бои команды Соломенной Шляпы! Пиратский дух, вложенный во флаг «Daikusen Mugiwara Ichimi! Hata ni Kakeru Kaizoku-damashī» (大苦戦麦わら一味！旗にかける海賊魂) | Нет (филлер)                 | 11 ноября 2007 года  |
| 331 | Страсти накаляются! Берегись близнецов с силой магнетизма «Atsu Kurushisa Zenkai! Semaru Futago no Jiryoku Pawā» (暑苦しさ全開！迫る双子の磁力パワー)                  | Нет (филлер)                 | 18 ноября 2007 года  |
| 332 | Дворец объят хаосом! Разъярённый дон и команда в заточении «Daikonran no Yakata! Ikaru Don to Toraware no Ichimi» (大混乱の館！怒るドンと囚われの一味)                 | Нет (филлер)                 | 25 ноября 2007 года  |
| 333 | Феникс восстал из пепла! Клятва другу и мечта, заключённая во флаге «Fushichō Futatabi! Tomo ni Chikau Kaizokuki no Yume» (不死鳥ふたたび！友に誓う海賊旗の夢)         | Нет (филлер)                 | 2 декабря 2007 года  |
| 334 | Итоговый зной-знойный бой! Луффи против палящего дона «Atsu Atsu Chōkessen! Rufi vs Shakunetsu no Don» (アツアツ超決戦！ルフィvs灼熱のドン)                            | Нет (филлер)                 | 9 декабря 2007 года  |
| 335 | Будем ждать вас в Новом Свете! Расставание с отважными пиратами «Shinsekai de Matsu! Isamashiki Kaizoku to no Wakare» (新世界で待つ！勇ましき海賊との別れ)             | Нет (филлер)                 | 16 декабря 2007 года |
| 336 | В бой, Чоппермен! На защиту прибрежной телестанции «Shutsudō Choppāman! Mamore Nagisa no Terebi Kyoku» (出動チョッパーマン！守れ渚のＴＶ局)                            | Нет (филлер)                 | 23 декабря 2007 года |

## Комментарии
1. 1 2 3  Все русские название приведены по версии Crunchyroll.